# Club Gel Puigcerdà
El Club Gel Puigcerdà (CGP) és un club català d'hoquei gel de la ciutat de Puigcerdà, a la Cerdanya. Disputa els partits com a local al Pavelló de Gel de Puigcerdà

## Història
El Club de Gel Puigcerdà va néixer l'any 1956, al col·legi Pensionat d'Alta Muntanya (escolapis) de la vila, en crear-se un equip d'hoquei gel, esport que un any abans havia introduït, provinent de Núria, en Pere Dosta i Anglada. El 26 de febrer de 1956, es juga un partit a l'estany glaçat de la ciutat. El 10 de febrer de 1957 s'organitza un festival de gel a la pista descoberta i inacabada del Llac. Els dies 18 i 19 de gener de 1958 s'inaugurava la pista amb un festival internacional de gel. A partir de dit festival, els clubs d'hoquei, de la vila, que havien canviat les rodes per les ganivetes, es foren integrant a l'A.E.P (Antics Alumnes de l'Escola Pia), que jugaren diversos partits, tant amb equips catalans com estrangers, fins a l'any 1964. Impossibilitats, degut a la climatologia, per disposar de gel estable, uns quants jugadors decidiren anar a jugar a Font-Romeu, per poder continuar patinant sobre gel. Amb tot, a efectes federatius, no pogueren jugar amb el recent creat equip de la Unió Esportiva Font- Romeu. Trobaren replugi en el C.I.T (Centre d'Iniciatives Turístiques) i el 2 de maig de 1972 es creava la secció d'hoquei sobre gel. el 1973, El CGP és un dels sis fundadors de la lliga espanyola d'hoquei gel que el club ha guanyat en diverses ocasions. L'any 1983 es va inaugurar a Puigcerdà l'actual pavelló de gel on juga el club.
El 2007, i en commemoració del 50è aniversari, el club va ser nomenat Cerdà de l'Any. L'any 2010, Teresa Llorens va ser nomenada presidenta, la primera de la història de l'hoquei gel català.
L'any 2020 es proclama campió de la lliga espanyola, dotze anys després del seu darrer títol de lliga. La temporada 2024-25 el CGP va fer història guanyant el doblet de lliga i copa.

### Equip femení
El 8 d'agost del 2006 el CG Puigcerdà jugà el primer partit d'hoquei femení de la seva història. El 23 de març de 2024 l'equip guanyà el seu primer títol oficial, la Copa espanyola d'hoquei gel, en una fase final disputada a Logronyo, derrotant a la final al Kosner Huarte per 7 a 2.

## Palmarès

### Equip masculí
- 7 Lligues espanyoles d'hoquei gel: 1985-86, 1988-89, 2005-06, 2006-07, 2007-08, 2019-20, 2024-25[5]
- 14 Copes espanyoles d'hoquei gel: 1982-83, 1983-84, 1985-86, 1986-87, 1991-92, 1998-99, 2003-04, 2004-05, 2006-07, 2007-08, 2008-09, 2009-10, 2021-22,[7] 2024-25
- 1 Lliga espanyola d'hoquei gel sub-18: 1997-98
- 1 Copa espanyola d'hoquei gel sub-20: 1986-87
- 2 Copes Federació d'hoquei gel: 2005-06, 2006-07
- 6 Copes Catalanes d'hoquei gel: 1984-85, 2002-03, 2003-04, 2005-06, 2007-08, 2008-09

### Equip femení
- 2 Copes espanyoles d'hoquei sobre gel: 2023-24, 2024-25

## Colors

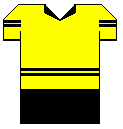
Uniforme del CG Puigcerdà la temporada 2005-06

Els colors del Club Gel Puigcerdà són el groc i el negre.